# Beyren-lès-Sierck
Beyren-lès-Sierck è un comune francese di 487 abitanti situato nel dipartimento della Mosella nella regione del Grand Est.

## Società

### Evoluzione demografica
Abitanti censiti